# Šanghaj
Šanghaj (kitajsko: 上海, šanghajska izgovorjava [zɑ̃̀.hɛ́]  (), standardna kitajska izgovorjava: [ʂâŋ.xàɪ] ()) je neposredno upravljana občina in najbolj naseljeno urbano območje na Kitajskem. Mesto leži na kitajski obali ob južnem ustju reke Jangce, skozi katerega teče reka Huangpu. Prebivalstvo mesta je drugo največje na svetu, takoj za Čongčingom, s približno 24,87 milijona prebivalcev leta 2023, medtem ko je urbano območje najbolj naseljeno na Kitajskem z 29,87 milijona prebivalcev. Leta 2022 je bilo ocenjeno, da metropolitansko območje Velikega Šanghaja ustvari bruto metropolitanski proizvod (nominalno) v višini skoraj 13 mrd RMB (1,9 mrd USD). Šanghaj je eno glavnih svetovnih središč za finance, poslovanje in gospodarstvo, raziskave, znanost in tehnologijo, proizvodnjo, promet, turizem in kulturo. Pristanišče Šanghaj je najbolj prometno kontejnersko pristanišče na svetu.
Šanghaj, prvotno ribiška vas in tržnica, je v 19. stoletju postal svetovno pomemben zaradi domače in zunanje trgovine ter ugodne lokacije pristanišča. Mesto je bilo eno od petih pogodbenih pristanišč, ki so bila po prvi opijski vojni prisiljena odpreti trgovino z Evropejci. Kasneje sta bila ustanovljena Šanghajska mednarodna naselbina in francoska koncesija. Mesto je nato zacvetelo in v 1930-ih postalo glavno trgovsko in finančno središče Azije. Med drugo svetovno vojno je bilo mesto prizorišče velike bitke za Šanghaj. Po vojni se je kmalu nadaljevala komunistična revolucija, ko so komunisti prevzeli mesto in večino celine. Od 1950-ih do 1970-ih je bila trgovina večinoma omejena na druge socialistične države vzhodnega bloka, zaradi česar se je globalni vpliv mesta med hladno vojno zmanjšal.
Večje spremembe v usodi mesta so se zgodile, ko so gospodarske reforme, ki jih je v 1980-ih sprožil vrhovni voditelj Deng Šjaoping, povzročile intenzivno prenovo in revitalizacijo mesta v 1990-ih, zlasti novega območja Pudong, kar je pripomoglo k vrnitvi financ in tujih naložb. Mesto se je od takrat ponovno pojavilo kot središče mednarodne trgovine in financ. Je dom Šanghajske borze, največje borze v azijsko-pacifiški regiji po tržni kapitalizaciji in Šanghajske cone proste trgovine, prve cone proste trgovine na celinski Kitajski. Na indeksu globalnih finančnih središč se uvršča na 4. mesto. Mreža za raziskave globalizacije in svetovnih mest (Globalization and World Cities Research Network) je Šanghaj uvrstila med mesta Alpha+ (globalno mesto prvega reda). Od leta 2024 je tukaj 13 podjetij s seznama Fortune Global 500 – četrto največje število med vsemi mesti. Mesto je tudi pomembno svetovno središče za raziskave in razvoj ter dom številnih univerz dvojnega prvega razreda, vključno z univerzo Fudan in univerzo Šanghaj Džjao Tong. Šanghajski metro, prvič odprt leta 1993, je po dolžini proge največje omrežje metrojev na svetu.
Šanghaj je bil opisan kot razstavni del kitajskega gospodarstva in je eno od desetih največjih gospodarskih središč na svetu. Mesto, ki se ponaša z več arhitekturnimi slogi, kot sta art déco in šikumen, je znano po svojem obzorju Ludžjadzuija, muzejih in zgodovinskih stavbah, kot je tempelj mestnega boga, vrt Jujuan, Kitajski paviljon in stavbami vzdolž nabrežja Bunda. Z nabrežja Bunda je mogoče videti stolp Oriental Pearl. Šanghaj je znan po svoji kulinariki, lokalnem jeziku in svetovljanski kulturi. Je na šestem mestu seznama mest z največ nebotičniki.

## Etimologija
Znak 上 v kitajščini pomeni »zgoraj« znak 海 pa »morje«. Najzgodnejše poimenovanje prihaja iz 11. stoletja, iz časa dinastije Song, ko je bilo na tem mestu sotočje rek in majhno naselje s tem imenom, kar bi se lahko razlagalo kot »zgornji doseg morja«. V imenu je torej izpostavljena dobra lega pristanišča. Kako naj bi ime razumeli, je sporno, vendar so kitajski zgodovinarji ugotovili, da je bilo v času dinastije Tang območje današnjega Šanghaja pod morsko gladino, zato se je zdelo, da je dežela dobesedno »na morju«. Zahodnjaki Šanghaj imenujejo tudi »Pariz Vzhoda« ali »kraljica Orienta«.
Šanghaj je v kitajščini uradno okrajšano ime 沪 (Hù/wu), kar je okrajšava 沪渎 (Hù Dú/wu-doq, 'Harpunski jarek'), ime ljudstva Džin iz 4. ali 5. stoletja za ustje potoka Sudžov, ko je bil to glavni kanal v ocean. Ta znak se pojavlja na vseh registrskih tablicah motornih vozil, izdanih v občini danes.

## Zgodovina

### Antika
Zahodni del današnjega Šanghaja je bil naseljen pred 6000 leti. V obdobju pomladi in jeseni (približno od 771 do 476 pr. n. št.) je pripadal kraljestvu Vu, ki ga je osvojilo kraljestvo Jue, ki ga je nato osvojilo kraljestvo Ču. V obdobju vojskujočih se držav (475 pr. n. št.) je bil Šanghaj del fevda lorda Čunšena iz Čuja, enega od štirih lordov vojskujočih se držav. Ukazal je izkopavanje reke Huangpu. Njeno nekdanje ali poetično ime, reka Čunšen, je Šanghaju dalo vzdevek Šēn. Ribiči, ki so živeli na območju Šanghaja, so nato ustvarili ribiško orodje, imenovano hù, ki je posodilo ime izlivu potoka Sudžov severno od starega mestnega jedra in je postalo pogost vzdevek in okrajšava za mesto.

### Cesarska doba

#### Dinastije Tang, Song, Juan
V času dinastij Tang in [[dinastija Song|Song]g je bilo mesto Činglong (青龙镇[f]) v sodobnem okrožju Čingpu pomembno trgovsko pristanišče. Ustanovljeno leta 746 (peto leto obdobja Tang Tianbao) se je razvilo v tisto, kar so zgodovinsko imenovali »velikansko mesto jugovzhoda«, s trinajstimi templji in sedmimi pagodami. Mi Fu, učenjak in umetnik dinastije Song, je bil njegov župan. Pristanišče je cvetelo s provincami vzdolž Jangceja in kitajske obale, pa tudi s tujimi državami, kot sta Japonska in kraljestvo Sila. Do konca dinastije Song se je središče trgovanja preselilo dolvodno od reke Vusong v Šanghaj. Leta 1074 je bilo iz vasi nadgrajeno v tržno mesto, leta 1172 pa je bil zgrajen drugi morski zid za stabilizacijo oceanske obale, ki je dopolnil prejšnji nasip. Od dinastije Juan leta 1292 do leta 1927, ko je Šanghaj uradno postal občina, je bil osrednji Šanghaj upravljan kot okrožje pod prefekturo Songdžjang, ki je imela sedež v današnjem okrožju Songdžjang.

#### Dinastija Ming
Dva pomembna dogodka sta spodbudila razvoj Šanghaja v dinastiji Ming. Mestno obzidje je bilo prvič zgrajeno leta 1554, da bi mesto zaščitilo pred napadi japonskih piratov. Merilo je 10 m v višino in 5 km  v obsegu. Tempelj mestnega boga je bil zgrajen leta 1602 med vladavino Vanlija. Ta čast je bila običajno rezervirana za prestolnice prefektur in običajno ni bila podeljena zgolj okrožnemu sedežu, kot je Šanghaj. Znanstveniki so teoretizirali, da je to verjetno odražalo gospodarski pomen mesta in ne njegov nizek politični status.

#### Dinastija Čing
Med dinastijo Čing je Šanghaj postal eno najpomembnejših morskih pristanišč v regiji delte Jangce zaradi dveh pomembnih sprememb politike centralne vlade: leta 1684 je cesar Kangši razveljavil prepoved dinastije Ming za oceanska plovila – prepoved, ki je veljala od leta 1525; in leta 1732 je cesar Čjanlong preselil carinski urad za provinco Džjangsu (江海关;) iz prefekturne prestolnice Songdžjang v Šanghaj in mu dal izključni nadzor nad carinskimi pritoki za zunanjo trgovino Džjangsuja. Zaradi teh dveh ključnih odločitev je Šanghaj do leta 1735 postal glavno trgovsko pristanišče za celotno spodnjo regijo Jangce, čeprav je bil še vedno na najnižji upravni ravni v politični hierarhiji.
- Pagoda Songdžjang Square, zgrajena v 11. stoletju
- Dvorana Mahavira v templju Dženru, zgrajena leta 1320
- Obzidano staro mestno jedro Šanghaja v 17. stoletju

V 19. stoletju se je mednarodna pozornost do Šanghaja povečala zaradi Evrope in prepoznavanja njegovega gospodarskega in trgovinskega potenciala ob reki Jangce. Med prvo opijsko vojno (1839–1842) so mesto zasedle britanske sile. Vojna se je končala leta 1842 z Nankingško pogodbo, ki je Šanghaj odprla kot eno od petih pogodbenih pristanišč za mednarodno trgovino. Pogodba iz Bogua, pogodba iz Vanghije in pogodba iz Vhampoe (podpisane leta 1843, 1844 in 1844) so Kitajce prisilile k popuščanju evropskim in ameriškim željam po obiskih in trgovini na kitajskih tleh. Velika Britanija, Francija in Združene države so se vse ustalile zunaj obzidanega mesta Šanghaj, ki je ostalo pod neposredno upravo Kitajcev.
Staro mestno jedro Šanghaja, ki so ga imeli Kitajci, je leta 1853 padlo v roke upornikov Društva majhnih mečev, vendar je vlada dinastije Čing februarja 1855 ponovno prevzela nadzor nad mestom. Leta 1854 je bil ustanovljen Šanghajski mestni svet za upravljanje tujih naselij. Med letoma 1860 in 1862 so uporniki Tajpinga dvakrat napadli Šanghaj in uničili vzhodna in južna predmestja mesta, vendar mesta niso uspeli zavzeti. Leta 1863 sta se britanska naselbina južno od potoka Sudžov (severno okrožje Huangpu) in ameriška naselbina severno (južno okrožje Hongkou) združili v mednarodno naselbino Šanghaj. Francozi so se odločili, da ne bodo del mestnega sveta Šanghaja in ohranili svojo koncesijo na jugu in jugozahodu mesta.
Prva kitajsko-japonska vojna se je končala s Šimonosekijsko pogodbo leta 1895, ki je Japonsko povzdignila v še eno tujo silo v Šanghaju. Japonska je v Šanghaju zgradila prve tovarne, ki so jih kmalu posnemale tudi druge tuje sile. Zaradi vse te mednarodne dejavnosti je Šanghaj dobil vzdevek Velike kitajske Atene.

### Obdobje republike
Republika Kitajska je bila ustanovljena leta 1912. Istega leta so podrli obzidje starega mestnega jedra, ker je oviralo širitev mesta. Julija 1921 je bila v francoski koncesiji Šanghaj ustanovljena Kitajska komunistična partija. 30. maja 1925 je izbruhnilo gibanje tridesetega maja, ko je japonski delovodja ustrelil in ubil delavca v japonski bombažni tovarni. Delavci v mestu so nato sprožili splošne stavke proti imperializmu, ki so se spremenile v vsedržavne proteste, ki so spodbudili kitajski nacionalizem.
Zlata doba Šanghaja se je začela z njegovim povzdignjenjem v občino po ločitvi od Džjangsuja 7. julija 1927. Ta nova kitajska občina je pokrivala površino 494,69 km2, vključno s sodobnimi okrožji Baošan, Jangpu, Džabei, Nanši in Pudong, vendar je izključevala ozemlja tujih koncesij. Nova mestna vlada, ki sta jo vodila kitajski župan in občinski svet, je imela za prvo nalogo – načrt Velikega Šanghaja – ustvariti novo mestno središče v mestu Džjangvan v okrožju Jangpu, zunaj meja tujih koncesij. Načrt je vključeval javni muzej, knjižnico, športni stadion in mestno hišo, ki so bili delno zgrajeni, preden jih je prekinila japonska invazija. V 1920-ih je šidaiču postal nova oblika zabave in se je populariziral v Šanghaju.
Mesto je cvetelo in v 1930-ih postalo glavno trgovsko in finančno središče azijsko-pacifiške regije. V naslednjih desetletjih so državljani mnogih držav in vseh celin prihajali v Šanghaj živet in delat; tisti, ki so ostali dlje časa – nekateri več generacij – so se imenovali Šanghajčani. V tem času je skoraj 20.000 belih Rusov pobegnilo iz novo ustanovljene Sovjetske zveze, da bi živeli v Šanghaju. Ti šanghajski Rusi so predstavljali drugo največjo tujo skupnost. Do leta 1932 je Šanghaj postal peto največje mesto na svetu in dom 70.000 tujcem. V 1930-ih je v mesto prispelo približno 30.000 judovskih beguncev iz Evrope.
- Šanghaj, posnet leta 1937
- Pogled na Bund konec 1920-ih s francoske koncesije
- Nanking Road (današnja Vzhodna nankinška cesta) v 1930-ih
- Hotel Šanghaj Park je bil desetletja najvišja stavba v Aziji
- Nekdanja Šanghajska knjižnica
- Stavba HSBC, zgrajena leta 1923, in carinarnica, zgrajena leta 1927

### Doba Ljudske republike
27. maja 1949 je Ljudska osvobodilna vojska prevzela nadzor nad Šanghajem. Pod novo Ljudsko republiko Kitajsko (LRK) je bil Šanghaj ena od le treh občin, ki niso bile združene s sosednjimi provincami (drugi sta bili Peking in Tiandžin). Večina tujih podjetij je svoje pisarne preselila iz Šanghaja v Hongkong kot del odprodaje tujih naložb zaradi zmage LRK.
Po vojni se je gospodarstvo Šanghaja obnovilo – od leta 1949 do 1952 se je kmetijska in industrijska proizvodnja mesta povečala za 51,5 % oziroma 94,2 %. Takrat je bilo 20 mestnih okrožij in 10 predmestij. 17. januarja 1958 so Džjading, Baošan in okrožje Šanghaj v Džjangsuju postali del občine Šanghaj, ki se je razširila na 863 km2. Naslednjega decembra se je površina Šanghaja dodatno razširila na 5910 km2, potem ko so bila dodana še več okoliških primestnih območij v Džangsuju: Čongming, Džinšan, Čingpu, Fengšjan, Čuanša in Nanhui. Leta 1964 so bile upravne enote mesta prerazporejene v 10 mestnih okrožij in 10 okrožij.
Kot industrijsko središče Kitajske z najbolj usposobljenimi industrijskimi delavci je Šanghaj v 1950-ih in 1960-ih postal središče radikalnega levičarskega gibanja. Radikalna levičarka Džjang Čing in njeni trije zavezniki, skupaj Banda štirih, so imeli sedež v mestu. Med kulturno revolucijo (1966–1976) je bila šanghajska družba močno poškodovana. Večina delavcev v šanghajski podružnici Ljudske banke Kitajske so bili pripadniki rdeče garde, ki so znotraj podružnice ustanovili skupino, imenovano Protigospodarski zvezni štab. Protigospodarski zvezni štab je razstavil gospodarske organizacije v Šanghaju, preiskoval dvige denarja iz bank in motil redne bančne storitve v mestu. Šanghajska ljudska komuna je bila ustanovljena v mestu med januarsko nevihto leta 1967. Kljub motnjam kulturne revolucije je Šanghaj ohranil gospodarsko proizvodnjo s pozitivno letno stopnjo rasti.
Med kampanjo Tretje fronte za razvoj osnovne in težke industrije v kitajskem zaledju v primeru invazije Sovjetske zveze ali Združenih držav Amerike je bilo 354.900 Šanghajcev poslanih na delo pri projektih Tretje fronte. Osrednji del šanghajskega projekta Male tretje fronte je bila 'zadnja baza' v Anhuiju, ki je služila kot »večnamenska proizvodna baza za protiletalsko in protitankovsko orožje«.
Od leta 1949 Šanghaj prispeva relativno veliko davčnih prihodkov k centralni vladi; leta 1983 je bil prispevek mesta k davčnim prihodkom večji od naložb, prejetih v zadnjih 33 letih skupaj.
Leta 1990 je Deng Šjaoping dovolil Šanghaju, da začne gospodarske reforme, ki so v mesto ponovno uvedle tuji kapital in razvile okrožje Pudong, kar je povzročilo rojstvo Ludžjadzuija. Istega leta je kitajska centralna vlada Šanghaj imenovala za Zmajevo glavo gospodarska reforma. Od leta 2020 je Šanghaj s strani Globalization and World Cities Research Network uvrščen med mesta Alpha+, kar ga uvršča med 10 največjih mest na svetu.
V začetku leta 2022 je Šanghaj doživel velik izbruh primerov COVID-19. Potem ko lokalne omejitve gibanja niso uspele zajeziti porasta primerov, je kitajska vlada 5. aprila zaprla celotno mesto. To je povzročilo obsežno pomanjkanje hrane po vsem mestu, saj so bile verige preskrbe s hrano močno motene zaradi vladnih ukrepov za preprečevanje širjenja okužb, ki so bili odpravljeni šele 1. junija.

## Geografija
Šanghaj je ob estuariju reke Jangce na vzhodni obali Kitajske, z reko Jangce na severu in zalivom Hangdžov na jugu, na vzhodu pa ga obdaja Vzhodnokitajsko morje. Zemljišče je nastalo zaradi naravnega odlaganja Jangce in sodobnih projektov melioracije. Zaradi tega ima peščena tla, nebotičnike pa je treba graditi z globokimi betonskimi piloti, da se izognejo pogrezanju v mehka tla. Občina Šanghaj na ravni province upravlja tako estuarij kot številne okoliške otoke. Na jugu meji na provinco Džedžjang in na zahodu in severu na Džjangsu. Najsevernejša točka občine je na otoku Čongming, ki je po širitvi v 20. stoletju drugi največji otok v celinski Kitajski.
Šanghaj leži na aluvialni ravnini. Zato je velika večina njegove površine 6340,5 km2 ravna, s povprečno nadmorsko višino 4 m. Okoli estuarija obstajajo plimski ravninski ekosistemi, vendar so bili že dolgo obnovljeni za kmetijske namene. Nekaj mestnih hribov, kot je Še Šan, leži na jugozahodu, njegova najvišja točka pa je vrh otoka Dadžinšan (103 m) v zalivu Hangdžov. Šanghaj ima veliko rek, kanalov, potokov in jezer ter je znan po bogatih vodnih virih kot del porečja jezera Tai.
Središče Šanghaja prečka reka Huangpu, umetni pritok Jangceja, ki ga je ustvaril lord Čunšen v obdobju vojskujočih se držav. Zgodovinsko središče mesta je na zahodnem bregu Huangpuja (Puši), blizu ustja potoka Sudžov, ki ga je povezoval z jezerom Tai in Velikim prekopom. Osrednje finančno okrožje Ludžjadzui je bilo ustanovljeno na vzhodnem bregu Huangpuja (Pudong). Uničenje lokalnih mokrišč zaradi gradnje mednarodnega letališča Pudong na vzhodni obali Šanghaja je bilo delno izravnano z zaščito in širitvijo bližnje plitvine Džjuduanša kot naravnega rezervata.

## Podnebje
Šanghaj ima vlažno subtropsko podnebje (Köppen: Cfa) s povprečno letno temperaturo 17,5 °C v središču mesta in 16,2–17,2 °C v predmestjih. Mesto ima štiri različne letne čase. Zime so zmerne do hladne in vlažne – severozahodni vetrovi iz Sibirije lahko povzročijo, da se nočne temperature spustijo pod ledišče. Vsako leto je povprečno 4,7 dni s sneženjem in 1,6 dni s snežno odejo. Poletja so vroča in vlažna, občasno pa se lahko pričakujejo nalivi ali nevihte. V povprečju 14,5 dni letno preseže 35 °C. Poleti in v začetku jeseni je mesto dovzetno za tajfune.
Najbolj prijetna letna časa sta običajno pomlad, čeprav spremenljiva in pogosto deževna, in jesen, ki je običajno sončna in suha. Z mesečnim odstotkom možnega sončnega obsevanja, ki se giblje od 28 % v juniju do 46 % v avgustu, mesto letno prejme 1754 ur močnega sonca. (Vse povprečne vrednosti, omenjene v tem odstavku, so podatki, zabeleženi v okrožju Baošan.) V skladu s kitajskim standardom sezonske delitve je od leta 2001 do 2025 Šanghaj vstopil v pomlad 9. marca, v poletje 15. maja, v jesen 5. oktobra in v zimo 4. decembra. Povprečna temperatura v treh tednih od 19. julija do 8. avgusta je bila nad 30 °C. Ekstremi od leta 1951 so se gibali od -10,1 °C 31. januarja 1977 (neuradni rekord -12,1 °C je bil postavljen 19. januarja 1893) do 40,9 °C 21. julija 2017 in 13. julija 2022 na vremenski postaji v Šudžjahuiju ter 2. avgusta 2024 v okrožju Minhang po rekordno vroči noči, postavljeni ob 32,1 °C kot najvišja dnevna minimalna temperatura v Šudžjahuiju doslej.

### Upravna delitev
Šanghaj je ena od štirih občin pod neposredno upravo Centralne ljudske vlade in je razdeljen na 16 okrožij. Ta so nadalje razdeljena na 108 podokrožij, 106 mest in 2 okrožji.
Ob ustanovitvi Šanghajske občinske ljudske vlade leta 1949 je bila površina, ki jo upravlja, 663,5 kvadratnih kilometrov, večinoma znotraj današnje avtoceste Zunanji obroč. Leta 1958 je bilo deset okrožij premeščenih pod Šanghaj iz Džjangsuja. Reorganizacije okrožij so med letoma 1988 in 2015 pripeljale do tega, da je več okrožij v predmestjih postalo okrožja, Čongming pa je bil zadnji okrožje, ki je bilo leta 2015 preimenovano v okrožje.
Poleg tega Šanghaj upravlja več enklav v provincah Džjangsu in Anhui. Lokalni prebivalci imajo šanghajsko registracijo gospodinjstva in uživajo enake ugodnosti kot prebivalci Šanghaja.

## Mestna krajina
Nabrežje Bund, ki leži ob bregu reke Huangpu, je dom vrste arhitekturnih stavb iz začetka 20. stoletja, od neoklasicistične stavbe HSBC do hiše Sassoon v slogu art deco (danes del hotela Peace). Številna območja v nekdanjih tujih koncesijah so prav tako dobro ohranjena, najbolj opazna pa je francoska koncesija. V Šanghaju je tudi veliko arhitekturno značilnih in celo ekscentričnih stavb, kot je Šanghajski muzej, Veliko gledališče v Šanghaju, Orientalski umetniški center in stolp Oriental Pearl. Kljub obsežni prenovi staro mestno jedro še vedno ohranja nekaj tradicionalne arhitekture in oblik, kot je vrt Jujuan, razkošen vrt v slogu Džjangnan.
Zaradi gradbenega razcveta v 1920-ih in 1930-ih ima Šanghaj množico art deco stavb. Eden najbolj znanih arhitektov, ki so delali v Šanghaju, je bil László Hudec, madžarsko-slovaški, ki je v mestu živel med letoma 1918 in 1947. Med njegovimi najbolj opaznimi stavbami v slogu art deco so Park Hotel, Grand Cinema in Paramount. Drugi pomembni arhitekti, ki so prispevali k slogu art deco, so Clement Palmer in Arthur Turner, ki sta skupaj zasnovala Peace Hotel, Metropole Hotel in Broadway Mansions; ter avstrijski arhitekt C.H. Gonda, ki je zasnoval gledališče Capitol. Bund je bil večkrat revitaliziran. Prvič leta 1986 z novo promenado nizozemskega arhitekta Paulusa Snoerena. Drugič pred razstavo Expo 2010, ki vključuje obnovo stoletnega mostu Vaibaidu in preureditev prometnega toka.
Eden od značilnih kulturnih elementov je rezidenca šikumen (石库门, 'kamnita vrata za skladiščenje'), običajno dvo- ali trinadstropne sive opečne hiše s sprednjim dvoriščem, zaščitenim s težkimi lesenimi vrati v slogovnem kamnitem loku. Vsaka rezidenca je povezana in razporejena v ravnih ulicah, znanih kot longtang (弄堂; šanghajska romanizacija: longdhang; Wu Chinese: [lòŋdɑ̃́]). Hiša je podobna vrstnim hišam ali mestnim hišam v zahodnem slogu, vendar jo odlikuje visoka, težka opečna stena in obokan prehod pred vsako hišo.
Šikumen je kulturna mešanica elementov zahodne arhitekture s tradicionalno kitajsko arhitekturo Džjangnan in družbenim vedenjem. Kot skoraj vsa tradicionalna kitajska bivališča ima dvorišče, ki zmanjšuje zunanji hrup. Na dvorišču se lahko goji rastlinje, omogoča pa tudi sončno svetlobo in prezračevanje prostorov.
Nekatere šanghajske stavbe so značilne za sovjetsko neoklasicistično ali stalinistično arhitekturo, čeprav ima mesto manj takšnih struktur kot Peking. Te stavbe so bile večinoma zgrajene med ustanovitvijo Ljudske republike leta 1949 in kitajsko-sovjetskim razkolom konec 1960-ih. V tem obdobju se je na Kitajsko zgrinjalo veliko število sovjetskih strokovnjakov, vključno z arhitekti, da bi državi pomagali pri izgradnji komunistične države. Primer sovjetske neoklasicistične arhitekture v Šanghaju je sodobni razstavni center.
Šanghaj – zlasti Ludžjadzui – ima številne nebotičnike, zaradi česar je peto mesto na svetu z največ nebotičniki. Med najvidnejšimi primeri so 421 m visok stolp Džin Mao, 492 m visok svetovni finančni center, Šanghaj in 632 m visok Šanghajski stolp, ki je najvišja stavba na Kitajskem in tretja najvišja na svetu. Stolp, dokončan leta 2015, ima obliko devetih zasukanih delov, zloženih drug na drugega, kar skupaj znaša 128 nadstropij. Odlikuje ga dvoslojna fasada, ki odpravlja potrebo po neprozorni odbojnosti obeh plasti, saj je dvoslojna struktura že zmanjšala absorpcijo toplote. Futurističen stolp Oriental Pearl, visok 468 m, se nahaja v bližini na severni konici Ludžjadzuija.
- Šanghajski muzej
- Veliko gledališče v Šanghaju
- Šanghajski razstavni center, primer stalinistične arhitekture
- Stolp Oriental Pearl ponoči
- Šanghajski stolp

## Gospodarstvo
Šanghaj je postal pomemben šele v 19. stoletju, ko so Evropejci odkrili potenciale njegovega pristanišča. Šanghaj je bil eno od tistih kitajskih mest, ki so jih po zmagi Britancev nad Kitajsko v prvi opijski vojni odprli mednarodni trgovini. Mesto je postalo center trgovine med vzhodom in zahodom in finančno središče pacifiške Azije v 30. letih 20. stoletja. Po prevzemu oblasti s strani Ljudske republike Kitajske leta 1949, je sledilo obdobje gospodarskega zatona, dokler ni v zadnjih nekaj desetletjih Šanghaj ponovno postal eden najbolj pomembnih gospodarskih in komunikacijskih središč na kitajskem, v Aziji, pa tudi na svetovnem trgu.
Kitajske gospodarske reforme v 1990-ih so povzročile intenziven razvoj mesta, po vrnitvi tujih in domačih investicij v velemesto. 

## Promet
V Šanghaju je tudi najbolj prometno pristanišče na svetu, sledita mu Singapur in Rotterdam.

### Javni potniški promet
Šanghaj spleta javni potniški promet predvsem s pomočjo metro linij, avtobusnih prevozov in taksi služb. Vse te dejavnosti so lahko plačljive s pomočjo enotne kartice Šanghajskega javnega prometa. Metro je sestavljen tako s podzemnimi progami kot lažjimi vagonskimi linijami (tramvaj), povezuje pa vse mestna in primestna naselja. Linij je 14, vsebuje pa 329 postaj, 538 kilometrov pa obsegajo vse linije v prometu, kar prometno metro mrežo Šanghaja uvrsti med najdaljše na svetu. Cena prevoza je odvisna tudi od dolžine proge in števila prestopanj in ni enotna.
V pogonu je skoraj tisoč avtobusnih linij, ki jih vozijo različni prevozniška podjetja. 

### Ceste
Šanghaj je pomembna prometna točka na Kitajskem, kar nekaj avtocestnih povezav pa ima celo končno relacijo v Šanghaju. Poleg tega je kar nekaj obvoznih hitrih cest okoli centra, ki so namenjene razbremenitvi prometa. Nič neobičajnega niso prometni zastoji med prometni konico. Kolesarji in motorji so pogosti v mestu, a na mnogo, še posebej hitrih, cestah jim je prepovedan promet. 
Avtomobilski promet je nenehno v porastu, prav tako je vedno več zasebnih lastnikov avtomobilov, a država si prizadeva ustaviti nakupe novih avtomobilov. Lastnik avtomobila mora sodelovati na mesečni dražbi, kjer kupujejo registrske tablice izmed okoli 8000-ih, ki so na voljo (povprečna tablica stane več kot 4500€). Cilj ureditve je zmanjšati gnečo in onesnaževanje okolja.

### Železnice
Šanghaj ima štiri velike železniške postaje. Tri od teh so spletene tudi z metro omrežjem mesta.
- Šanghajska železniška postaja,
- Šanghajska južna železniška postaja,
- Šanghajska zahodna železniška postaja,
- Šanghaj Hongčjao železniška postaja. Postaja Hongčjao služi tudi kot terminal za tri linije hitrih vlakov. To so: Šanghaj–Hangdžov, Šanghaj–Nandžing  in Peking–Šanghaj.